# کخسس د ایسکار
کخسس د ایسکار (به اسپانیایی: Cogeces de Íscar) یک شهرستان در اسپانیا است که در استان وایادولید واقع شده‌است.